# Polydesmus ehrenbergii
Polydesmus ehrenbergii är en mångfotingart som beskrevs av Peters 1864. Polydesmus ehrenbergii ingår i släktet Polydesmus och familjen plattdubbelfotingar. Inga underarter finns listade i Catalogue of Life.